# Até que a Sorte nos Separe 2
Até que a Sorte nos Separe 2 è un film commedia brasiliano del 2013 diretto dal regista Roberto Santucci e scritto da Paulo Cursino e Chico Soares. Si tratta del sequel del film Até que a Sorte nos Separe del 2012. La pellicola vede la partecipazione straordinaria di Jerry Lewis.

## Trama
Dopo aver perso ogni cosa, Tino è più a corto di denaro che mai, fino a quando riceve la notizia della morte di Olavo, lo zio di sua moglie Jane, e scopre che il defunto le ha lasciato in eredità una somma ingente, e allora decide di fare un viaggio a Las Vegas. La sera dopo scopre di aver perso tutta l'eredità al gioco e che deve dei soldi alla mafia messicana.

## Distribuzione

### Box office
Nel primo fine settimana nei cinema, il film attirò un pubblico di circa 550,000 persone, la miglior affluenza per una produzione brasiliana nel 2013.